# Anja Kohl

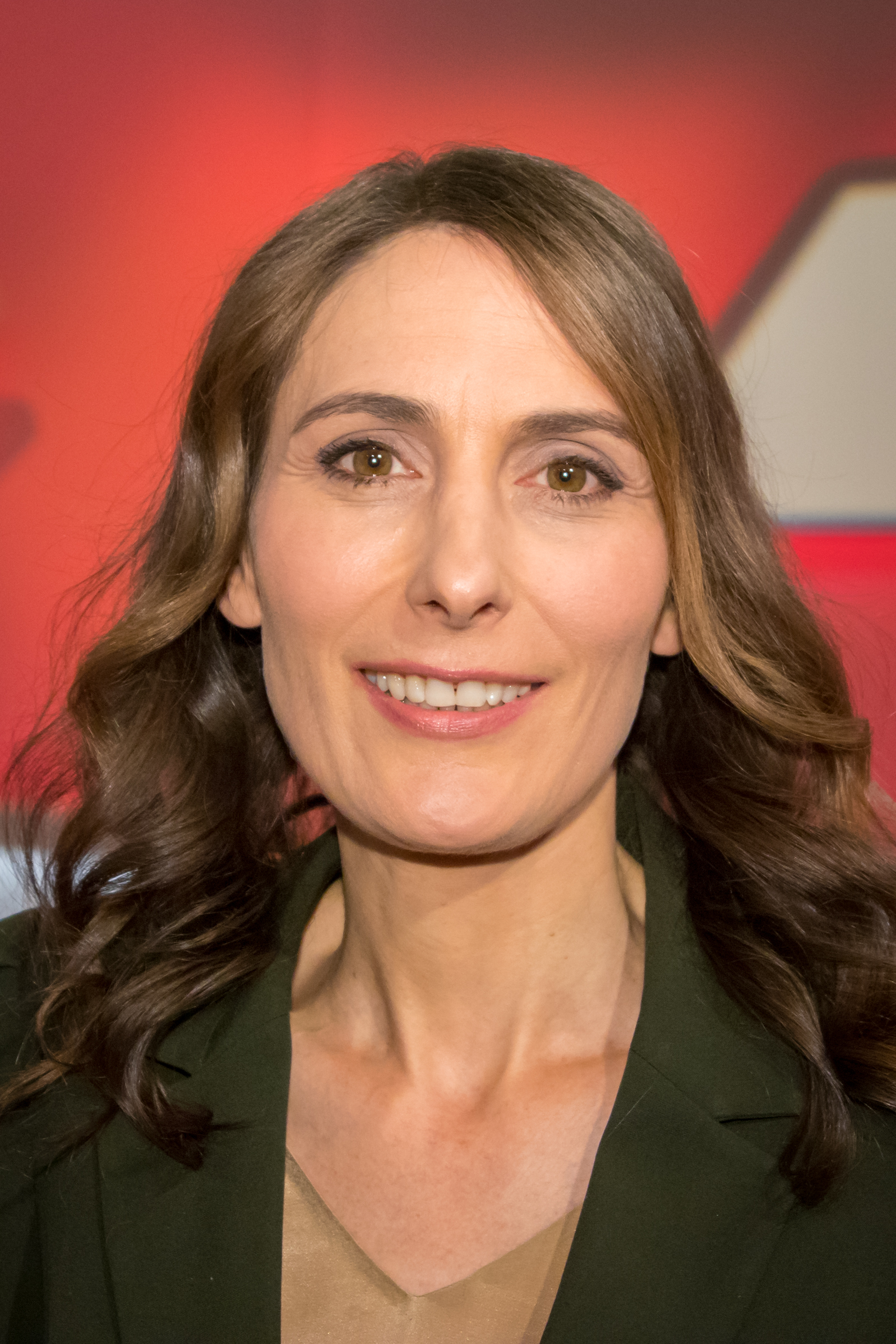
Anja Kohl, 2018

Anja Kohl (* 27. Juli 1970 in Aschaffenburg) ist eine deutsche Journalistin und Fernsehmoderatorin. Sie ist bei der Börsenredaktion des Hessischen Rundfunks tätig.

## Leben
Anja Kohl ist in Aschaffenburg aufgewachsen. Nach ihrem 1990 am Julius-Echter-Gymnasium in Elsenfeld bestandenen Abitur studierte sie Germanistik, Publizistik und Politikwissenschaft in Bamberg, Mainz und Baltimore. Seit September 2001 berichtet sie für die ARD. Sie ist eines der Gesichter der Sendung Wirtschaft vor acht, die im Vorabendprogramm des Ersten ausgestrahlt wird. Außerdem informiert sie die Zuschauer innerhalb der Tagesthemen. Vorher war sie Mitarbeiterin der ARD-Fernseh-Nachrichtensendungen Tagesschau, ARD-Morgenmagazin und ARD-Mittagsmagazin. Sie arbeitete unter anderem auch bei Bloomberg TV, n-tv und in der ZDF-Redaktion WISO. Seit Oktober 2023 ist sie Stammgast beim Sonntags-Stammtisch im BR.

## Nebentätigkeiten
Am 11. Oktober 2008 trat Kohl als Finanzexpertin in der WDR-Comedy Dittsche auf. 2009 spielte sie eine Fernsehjournalistin in dem ARD-Fernsehfilm Frau Böhm sagt Nein mit Senta Berger in der Hauptrolle.
Am 9. Januar 2010 hielt sie bei der Krone der Volksmusik eine Laudatio auf die Kastelruther Spatzen.
Seit Januar 2010 ist Anja Kohl Mitglied im Kuratorium von World Vision Deutschland, in das nach eigenen Angaben die Mitglieder ihre Erfahrung einbringen und das Präsidium in allgemeinen Fragen beraten.
Durch einen Bericht des NDR-Medienmagazins Zapp im Jahr 2009, den andere Medien aufgriffen und ergänzten, wurden Anja Kohls umfangreiche Nebentätigkeiten bei Banken und Industrie hinsichtlich der Unabhängigkeit journalistischer Arbeit im öffentlich-rechtlichen Fernsehen bemängelt. Nach Aussage von HR-Sprecher Tobias Häuser informierte Kohl ihren Arbeitgeber jedoch über die Tätigkeiten. Da sie beim Hessischen Rundfunk freie Mitarbeiterin ist, müsse sie sich ihre Nebentätigkeiten nicht genehmigen lassen. In der Süddeutschen Zeitung vom 20. Juni 2009 sprach Häuser von einer „Neiddebatte“.

## Rezeption
Aufgrund ihrer besonderen Sprechweise sowie des Moderationsstils in ihren Berichterstattungen, in denen sie regelmäßig auf das Börsengeschehen bezogene Sprichwörter und Redensarten einbezieht, wurde Anja Kohl in der Fernsehsendung Switch Reloaded von Martina Hill parodiert.